# Staurotypus
Staurotypus – rodzaj żółwi z podrodziny Staurotypinae w rodzinie mułowcowatych (Kinosternidae).

## Zasięg występowania
Rodzaj obejmuje gatunki występujące w Meksyku, Belize, Gwatemali, Salwadorze i Hondurasie.

## Systematyka

### Etymologia
- Staurotypus: gr. σταυροτυπος staurotupos „w kształcie krzyża”, od σταυρος stauros „krzyż”; τυπος tupos „kształt, forma”[6].
- Stauremys: gr. σταυρος stauros „krzyż”[7]; εμυς emus, εμυδος emudos „żółw wodny”[8]. Gatunek typowy: Staurotypus salvinii J.E. Gray, 1864.

### Podział systematyczny
Do rodzaju należą następujące gatunki: 
- Staurotypus salvinii J.E. Gray, 1864
- Staurotypus triporcatus (Wiegmann, 1828) – krzyżopierś trójstępkowa[9]